# Blohm & Voss P.212
El Blohm & Voss P.212 fue un proyecto de caza de reacción alemán de finales de la Segunda Guerra Mundial diseñado por Blohm & Voss para la Competición urgente de cazas. Aunque no fue el elegido en el programa, se estaban comenzando a construir los prototipos cuando terminó la guerra y el proyecto tuvo que ser abandonado.

## Desarrollo
A finales de 1944, el Alto Mando de la Luftwaffe decidió aprovechar un nuevo motor de reacción, el Heinkel HeS 011, que estaba siendo desarrollado, para crear un avión de caza de reacción de alta altitud más fuerte. Con intención de crear el avión de reacción más innovador la Luftwaffe inició la Competición urgente de cazas, en la que participarían los ingenieros para inventar un nuevo avión. En febrero de 1945, la Luftwaffe recibió varias propuestas, tres eran de Messerschmitt, dos de Focke-Wulf y una de Heinkel, Junkers y Blohm & Voss respectivamente.
Aunque la Luftwaffe eligió producir el Focke-Wulf Ta 183 después de finalizar la competición a finales de febrero, fueron encargados tres prototipos del diseño P.212 de Blohm & Voss que comenzaron a ser construidos en mayo de 1945, tras amplias pruebas estructurales y en el túnel de viento. Estaba previsto que el primer ejemplar realizara su primer vuelo en agosto, pero la guerra terminó y el proyecto fue abandonado sin que se llegara a completar ningún prototipo.

## Diseño
| Armas                                                 | Munición                               |
| ----------------------------------------------------- | -------------------------------------- |
| 2 cañones MK 108                                      | 2× 100 proyectiles                     |
| 3 cañones MK 108                                      | 3× 100 proyectiles                     |
| 5 cañones MK 108                                      | 5× 60 proyectiles                      |
| 7 cañones MK 108                                      | 7× 60 proyectiles                      |
| 2 cañones MK 103                                      | 2× 70 proyectiles                      |
| 1 cañones MK 112                                      | 1× 50 proyectiles                      |
| 2 cañones MK 103 y 2 ametralladoras pesadas MG 151/15 | 2× 70 proyectiles y 2x 150 proyectiles |
| 1 cañones MK 112 y 2 cañones MK 108                   | 1× 50 proyectiles y 2x 60 proyectiles  |
| 2 cañones MK 108 y 22 cohetes aire-aire R4M           | 2× 100 proyectiles                     |
| 3 cañones MK 108 y 1 bomba SC de 500 kg               | 3× 100 proyectiles                     |

El diseño original de Blohm & Voss, el P.212.01 presentaba un fuselaje corto y ancho sin cola. Las alas en flecha tenían un poco de diedro y un ángulo de 45° hacia atrás y disponían de una pequeñas aletas verticales cerca de la punta. El turborreactor HeS 011 estaba situado en la parte trasera del fuselaje y recibía el aire por un conducto de aire desde la toma de admisión en el morro del avión.
El segundo de los diseños P.212, llamado BV P.212.02, fue creado como una versión refinada del original. Tenía el fuselaje alargado y las alas tenían las puntas inclinadas hacia abajo en sustitución de las aletas del primer diseño.
La tercera versión, nombrada BV P.212.03, fue el modelo presentado a la Luftwaffe, que presentaba una estructura aún más alargada y tanques de combustible internos con mayor capacidad (2100 litros), esta vez las alas tenían un ángulo de 40° y gran diedro. De forma única, las alas fueron diseñadas para ser fabricadas indistintamente de madera, acero o aluminio, y la cabina del piloto era presurizada. Con la cantidad máxima de combustible proporcionada por dos tanques auxiliares de 300 litros, este avión podría realizar vuelos de hasta cuatro horas de duración.
Estaba previsto que el P.212.03 pudiese portar una gran variedad de armamento. En la tabla de la derecha se muestran las combinaciones previstas.

## Especificaciones (P.212.03)
Referencia datos: luft46.com, tanks45.tripod.com

### Características generales
- Tripulación: 1 piloto
- Longitud: 7,55 m
- Envergadura: 9,5 m
- Altura: 7,15 m
- Peso vacío: 2.710 kg
- Peso cargado: 4.180 kg
- Planta motriz: 1× Turborreactor Heinkel HeS 011.
- Capacidad de combustible: 2.100 litros internos y posibilidad de añadir dos tanques externos de 300 litros.

### Rendimiento
- Velocidad máxima operativa (Vno): 965 km - 1.034 km/h
- Alcance: 4 horas
- Techo de vuelo: 12.400 m

### Armamento
- Ametralladoras:  En combinación con cañones

  - 2× MG 151/15 de 15 mm

- Cañones:  Combinaciones de

  - Hasta 7× MK 108 de 30 mm o
  - Hasta 2× MK 103 de 30 mm o
  - Hasta 1× MK 112 de 55 mm
- Otros: En combinación con cañones

  - 22× cohetes R4M o
  - 1× bomba de 500 kg o
  - 2× tanques de combustible externos de 300 litros.

### Listas relacionadas
- Anexo:Proyectos y prototipos de aviones de la Luftwaffe durante la Segunda Guerra Mundial